# Sa Pa (thị xã)
Sa Pa is een thị xã in het noorden van Vietnam aan de grens met de Volksrepubliek China. Het district ligt in het westen van de provincie Lào Cai. In Sa Pa ligt de gelijknamige thị trấn Sa Pa. In het district leeft een meerderheid van Hmong, maar er wonen ook Yao en Vietnamezen.
Sa Pa staat bekend om de vele trapsgewijs aangelegde rijstvelden. Het hoogste punt van Indochina, de berg Phan-xi-păng met een hoogte van 3.143 m ligt op de driedistrictenpunt van het district Sa Pa en de districten Than Uyên en Phong Thổ, deze laatste twee in de provincie Lai Châu. De gemiddelde hoogte in het district ligt tussen de 1.500 en 1.800 m.

## Galerij

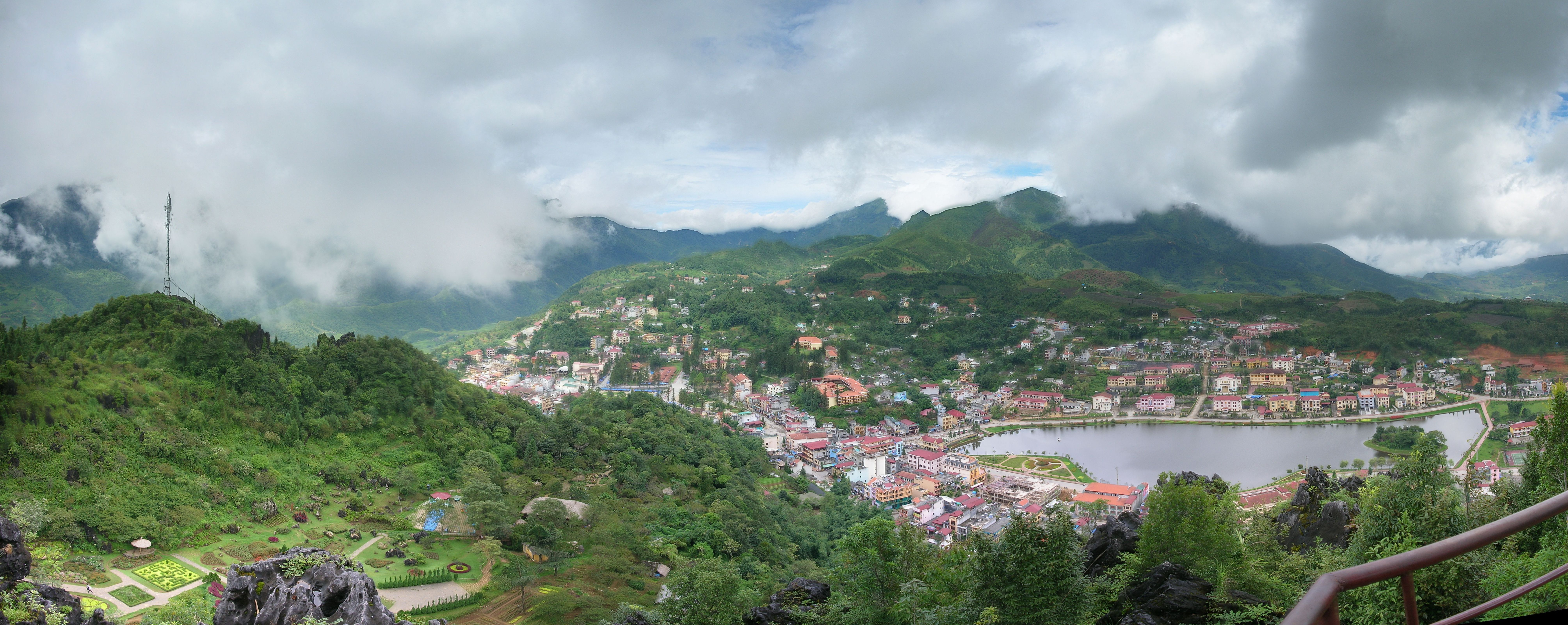
Sa Pa, hoofdplaats van het gelijknamig district

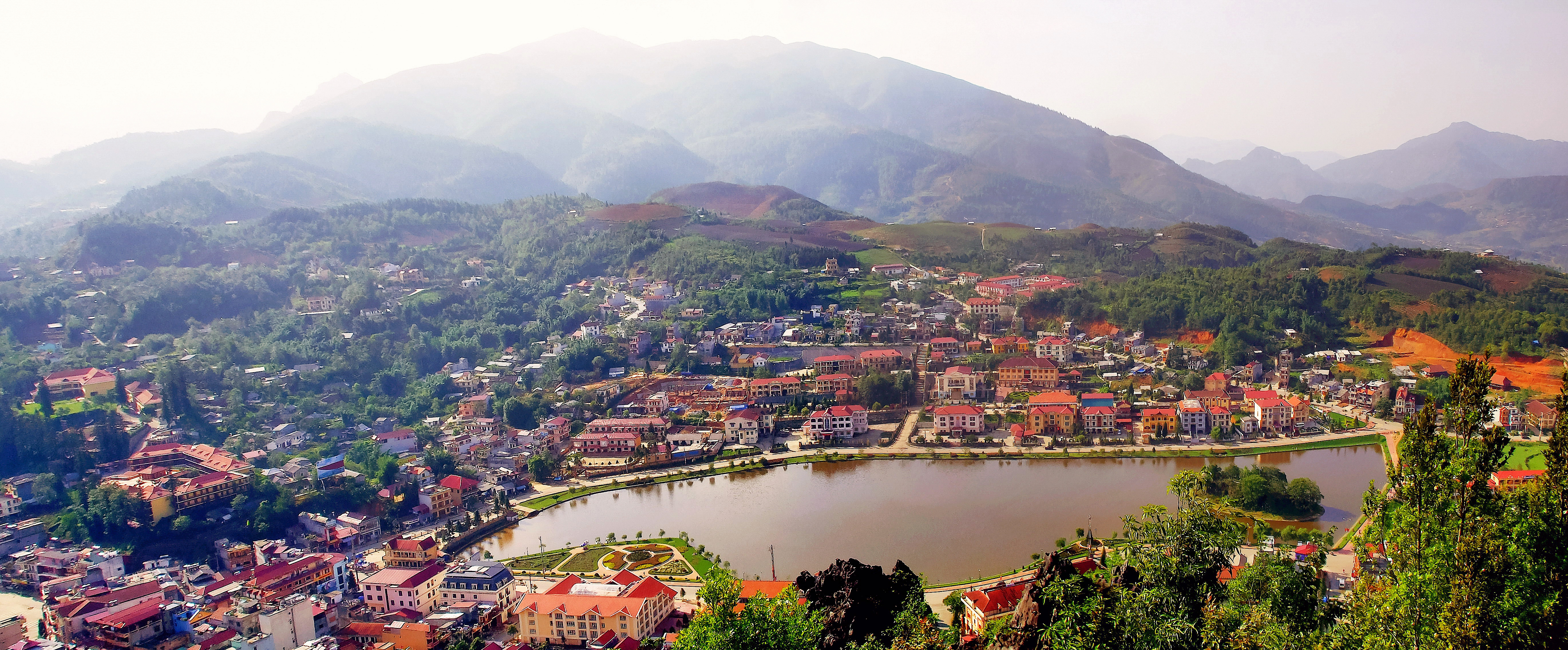
Sa Pa, hoofdplaats van het gelijknamig district